# Carpaticum flóratartomány
A kárpáti flóratartomány (Carpaticum) az északi flórabirodalom (Holarktisz) közép-európai flóraterületének egyik tartománya.
Hagyományosan három flóravidékre osztják:
1. Északi-Kárpátok (Eucarpaticum flóravidék a Kis-Kárpátoktól a Sátor-hegységig);
2. Keleti-Kárpátok (Transsylvanicum flóravidék, azaz Erdély és hegykoszorúja a Mezőség kivételével);
3. Mezőség (az előbbi flóravidék mezőségi tája).

1. Az Északi-Kárpátok flóravidékének zöme a fenyves, kisebb részben a bükkös övbe tartozik. Magasabb területeit a törpefenyő (Pinus mugo) uralja; annak öve fölött havasi gyepeket, olykor tőzegmohalápokat találunk lápifenyővel (Pinus uncinata), ritkán hangafélékkel:
- molyűző (Ledum sp.),
- tőzegrozmaring (Andromeda sp.).

1.1. A legváltozatosabb a Magas-Tátra számos alpi elemet felvonultató flórája. Kitaibel Pál 1795-ben kutatott itt, és az általa felfedezett új fajokat színezett rézmetszeteken ábrázolta. A mészkő- és szilikátos sziklagyepek részben bennszülött fajai közül a legismertebbek:
- Kitaibel-fűz (Salix kitaibeliana),
- kárpáti nyír (Betula carpatica),
- kárpáti csenkesz (Festuca carpatica)
- tátrai szarkaláb (Delphinium oxysepalum)
- havasi sisakvirág (Aconitum firmum),
- Lumnitzer-szegfű (Dianthus lumnitzeri),
- fényes szegfű (Dianthus nitidus),
- mirigyes fogasír (Dentaria glandulosa),
- kárpáti kőtörőfű (Saxifraga carpatica),
- tartós kőtörőfű (Saxifraga wahlenbergii),
- kárpáti harangrojt (Soldanella carpatica),
- kárpáti harangvirág (Campanula carpatica),
- kereklevelű margitvirág (Leucanthemum rotundifolium).

1.2. A Gömör–Szepesi-érchegység flórajárásának valószínűleg legszebb endemizmusa a meszes sziklákon növő murányi boroszlán (Daphne arbuscula).
2. A Keleti-Kárpátok flóravidéke nemcsak havasi és alhavasi tájakat foglal magában, hanem jelentős dombvidéket is. Az egész Kárpát-medencében ezen a vidéken találhatjuk a legtöbb bennszülött fajt. Az Alföld peremhegyein és az Erdélyi-medencében a hegyek lábainál jórészt tölgyesek, följebb pedig bükkösök nőnek. Még magasabban a fenyők (luc- és jegenyefenyő) öve, ezután pedig a törpefenyő öve következik, legfelül pedig törpecserjéseket, majd havasi sziklagyepeket találunk.
A fás növényfajok közül a legismertebbek:
- Jósika-orgona (Syringa josikaea),
- erdélyi berkenye (Sorbus dacica),
- erdélyi havasszépe (Rhododendron kotschyi)

A legismertebb lágyszárúak:
- erdélyi madárhúr (Cerastium transsilvanicum),
- erdélyi habszegfű (Silene dubia) és radnai habszegfű (S. nivalis)
- Bánffy-fátyolvirág (Gypsophila petraea),
- királykői szegfű (Dianthus callizonus),
- fagyos szegfű (Dianthus glacialis ssp. gelidus),
- vékonylevelű szegfű (Dianthus tenuifolius),
- tűlevelű szegfű (Dianthus spiculifolius),
- erdélyi harangláb (Aquilegia transsilvanica),
- Degen-sisakvirág (Aconitum degenii),
- erdélyi májvirág (Hepatica transsilvanica),
- erdélyi boglárka (Ranunculus carpaticus),
- hármaslevelű berkipimpó (Waldsteinia ternata)
- sárgászöld kőtörőfű (Saxifraga luteoviridis),
- Szent István-mák (Papaver corona-sancti-stephani),
- erdélyi lednek (Lathyrus transsilvanicus),
- erdélyi ibolya (Viola declinata),
- rózsaszínű ibolya (Viola jooi),
- tenyeres medvetalp (Heracleum palmatum),
- Bruckenthal-hanga (Bruckenthalia spiculifolia),
- Baumgarten-kankalin (Primula baumgarteniana),
- törpe harangrojt (Soldanella pusilla),
- barcasági tárnics (Gentiana cruciata subsp. phlogifolia),
- Janka-gyopárnefelejcs (Eritrichium jankae),
- szívlevelű nadálytő (Symphytum cordatum)
- vörös tüdőfű (Pulmonaria rubra)
- Filarszky-tüdőfű (Pulmonaria filarszkyana),
- erdélyi zsálya (Salvia transsilvanica),
- Baumgarten-veronika (Veronica baumgartenii),
- bihari csormolya (Melampyrum biharicum),
- egyfészkű cickafark (Achillea schurii),
- Teleki-virág (Telekia speciosa),
- kárpáti zergevirág (Doronicum carpaticum),
- kárpáti imola (Centaurea carpatica),
- Zawadski-krizantém (Chrysanthemum zawadskii),
- erdélyi nyúlfarkfű (Sesleria heufleriana),
- bánsági sáfrány (Crocus banaticus) stb.

3. A Mezőség az előző flóravidék belsejében fekszik, de növényvilága teljesen elkülönül attól. Ez a flóravidék a Fekete-tenger menti erdős sztyepp hazai folytatása: bár igen csekély erdőmaradványokkal, de annál több jellegzetes, melegkedvelő pusztafüves elemmel és sós-szikes réti vagy tóparti fajokkal. Bennszülött növénye kevés van:
- berkenye (Sorbus sp.) néhány faj,
- erdélyi hérics (Adonis transsilvanica)
- Péterfi-csüdfű (Astragalus peterfii),
- sugaras fejvirág (Cephalaria radiata),
- erdélyi hangyabogáncs (Jurinea transsilvanica).

Jellemző pontusi sztyeppnövényei:
- keleti bazsarózsa (Paeonia tenuifolia),
- tátorján (Crambe tataria),
- gumós pimpó (Potentilla tuberosa)
- ukrán macskamenta (Nepeta ucranica),
- sugaras zsoltina (Serratula radiata),
- rutén imola (Centaurea ruthenica),
- orosz imola (Centaurea trinervia),
- tordai hagyma (Allium obliquum),
- tavaszkikerics (Bulbocodium vernum),

és ezek mellett többféle
- csüdfű (Astragalus sp.),
- zsálya (Salvia sp.),
- árvalányhaj (Stipa sp.).